# Compton (album)
| Recensione    | Giudizio |
| ------------- | -------- |
| Metacritic    | 82/100   |
| AllMusic      |          |
| The A.V. Club | B+       |
| Billboard     |          |
| The Guardian  |          |
| NME           | 7/10     |
| Pitchfork     | 8,8/10   |
| Rolling Stone |          |
| Spin          | 7/10     |
| USA Today     |          |

Compton (anche noto come Compton: A Soundtrack by Dr. Dre) è il terzo ed ultimo album in studio dell'artista hip hop statunitense Dr. Dre, pubblicato il 7 agosto 2015, 6 giorni dopo l'annuncio.

## Il disco
Dopo la rinuncia ufficiale per mano dello stesso Dre alla pubblicazione dell'album Detox (inizialmente prevista per il 2011, e saltata perché Dre stesso si è detto insoddisfatto di quanto prodotto), questo album è presentato dall'artista come la chiosa finale della propria carriera da rapper, che lo vedrà proseguire invece con l'imprenditoria (è infatti fondatore del noto marchio Beats) e lo scouting di nuovi talenti della scena rap americana.
Il disco inoltre non è la colonna sonora del film Straight Outta Compton (2015), riguardante la storia del gruppo N.W.A., ma è solo ispirato ad esso. Dopo la prima settimana l'album ha raggiunto le 300 000 copie vendute.

## Tracce
1. Intro – 1:13
2. Talk About It (featuring King Mez & Justus) – 3:12
3. Genocide (featuring Kendrick Lamar, Marsha Ambrosius & Candice Pillay) – 4:26
4. It's All on Me (featuring Justus & BJ the Chicago Kid) – 3:43
5. All in a Day's Work (featuring Anderson .Paak & Marsha Ambrosius) – 5:11
6. Darkside/Gone (featuring King Mez, Marsha Ambrosius & Kendrick Lamar) – 3:55
7. Loose Cannons (featuring Xzibit, Cold 187um & Sly Paper) – 4:00
8. Issues (featuring Ice Cube, Anderson .Paak & Dem Jointz) – 3:44
9. Deep Water (featuring Kendrick Lamar, Justus & Anderson .Paak) – 4:29
10. One Shot One Kill (Jon Connor featuring Snoop Dogg & Craig Owens) – 3:23
11. Just Another Day (The Game featuring Asia Bryant) – 2:22
12. For the Love of Money (featuring Jill Scott, Jon Connor & Anderson .Paak) – 4:09
13. Satisfiction (featuring Snoop Dogg, Marsha Ambrosius & King Mez) – 4:13
14. Animals (featuring Anderson .Paak) – 3:47
15. Medicine Man (featuring Eminem, Candice Pillay & Anderson .Paak) – 4:13
16. Talking to My Diary – 4:19

## Classifiche

### Classifiche settimanali
| Classifica (2015)         | Posizione massima |
| ------------------------- | ----------------- |
| Australia                 | 1                 |
| Austria                   | 3                 |
| Belgio (Fiandre)          | 1                 |
| Belgio (Vallonia)         | 5                 |
| Canada                    | 1                 |
| Danimarca                 | 2                 |
| Finlandia                 | 3                 |
| Francia                   | 1                 |
| Germania                  | 4                 |
| Grecia                    | 45                |
| Irlanda                   | 1                 |
| Italia                    | 14                |
| Norvegia                  | 19                |
| Paesi Bassi               | 1                 |
| Portogallo                | 29                |
| Regno Unito               | 1                 |
| Regno Unito (R&B)         | 1                 |
| Spagna                    | 99                |
| Stati Uniti               | 2                 |
| Stati Uniti (digital)     | 1                 |
| Stati Uniti (independent) | 1                 |
| Stati Uniti (R&B/hip-hop) | 1                 |
| Stati Uniti (rap)         | 1                 |
| Stati Uniti (tastemaker)  | 1                 |
| Scozia                    | 1                 |
| Svizzera                  | 1                 |
| Ungheria                  | 5                 |

### Classifiche di fine anno
| Classifica (2015)         | Posizione massima |
| ------------------------- | ----------------- |
| Australia                 | 21                |
| Canada                    | 16                |
| Nuova Zelanda             | 42                |
| Regno Unito               | 54                |
| Stati Uniti               | 45                |
| Stati Uniti (digital)     | 13                |
| Stati Uniti (R&B/hip-hop) | 8                 |
| Stati Uniti (rap)         | 7                 |
| Classifica (2016)         | Posizione massima |
| Stati Uniti (R&B/hip-hop) | 53                |